# Ngũ Đại Liên Trì
Ngũ Đại Liên Trì (chữ Hán giản thể: 五大连池市, tên cũ là huyện Đức Đô, âm Hán Việt: Ngũ Đại Liên Trì thị) là một thành phố cấp huyện thuộc Hắc Hà, tây bắc tỉnh Hắc Long Giang, Trung Quốc. Trong địa giới của thành phố này có hồ Ngũ Đại Liên nổi tiếng nên thành phố được đặt tên theo hồ này. Ngũ Đại Liên Trì có diện tích 9800 km², dân số 360.000 người (năm 2002). Mã số bưu chính của thành phố Ngũ Đại Liên Trì là 164100. Chính quyền Ngũ Đại Liên Trì đóng ở trấn Thanh Sơn.
Ngũ Đại Liên Trì được chia thành 4 trấn, 12 hương.
```
*Trấn: Thanh Sơn, Long, Hòa Bình, Ngũ Đại Liên Trì.
```

- Hương: Tân Phát, Hưng Long, Thành Quan, Nột Mô Nhĩ, Hưng an, Liên Hoa Sơn, Triều Dương, Song Tuyền, Đoàn Kết, Kiến Thiết, Thái Bình, Tứ Bình.